# Frank Catalano

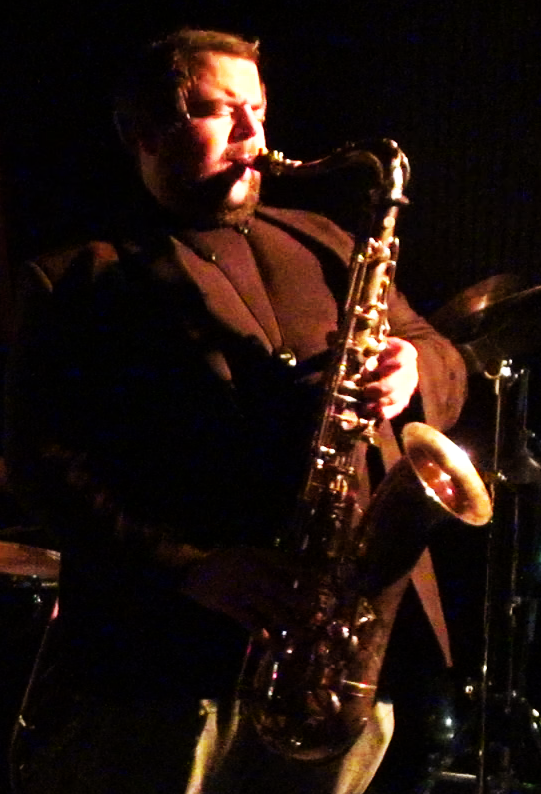
Frank Catalano

Frank Catalano (* 1977) ist ein US-amerikanischer Jazz-Saxophonist.

## Leben und Wirken
Catalano begann mit acht Jahren Saxophon zu spielen und studierte an der DePaul University. Anschließend spielte er bei Louis Bellson und 1995 bei Charles Earland. Bereits mit 19 Jahren nahm er sein Debütalbum Cut It Out auf, bei dem Willie Pickens und als Gast (auf zwei Titeln)  Ira Sullivan mitwirkten und das 1998 bei Delmark Records erschienen ist. Im Laufe seiner Karriere arbeitete er außerdem mit Tony Bennett, Clark Terry, Johnny Hammond Smith, Kenny Loggins, Jimmy McGriff, Randy Brecker und Arturo Sandoval. 

## Diskographische Hinweise
- Cut It Out (Delmark Records, 1998), mit Ira Sullivan, Willie Pickens, Brian Sandstrom, Robert Shy, Rusty Jones
- Pins 'n' Needles (1999), mit Willie Pickens, Larry Gray
- Live at the Green Mill (Delmark, 2001), mit Randy Brecker, Larry Novak, Eric Hochberg, Paul Wertico
- Bang! (2008)
- Live at Birdland (Ropeadope, 2023), mit Randy Ingram, Julian Smith, Mike Clark